# Геопоники
Геопо́ники (лат. Geoponici, восходит к псевдодр.-греч. γεωπονικοί, не употреблявшемуся в Древней Греции, но нашедшему отражение в Византии) — общее античное название древних авторов, писавших об агрономии.

## Греческие авторы
В греческой литературе сохранилось немало трудов соответствующей тематики, хотя древние греки в целом уделяли агрономии меньше внимания, чем римляне, считая её разделом экономики. Из греческих геопонических сочинений известны «Домострой» Ксенофонта и отдельные фрагменты сочинений Аристотеля и Феофраста.
Компиляцию из работ более ранних авторов представляет собой «Геопоника», византийская сельскохозяйственная энциклопедия, известная по экземпляру X века, хотя, вероятно, была составлена ранее, в VI веке, Кассианом Бассом. В ней, наряду с широко бытовавшими в то время простонародными суевериями, сообщаются ценные сведения об устройстве теплиц, виноградарстве, скотоводстве и так далее.

## Римские авторы
Геопоники более важны для латинской литературы: культ земледелия процветал у практических римлян республиканского периода. Во главе римской геопонической литературы стоит сочинение карфагенянина Магона, переведённое на латинский язык по решению римского сената. До наших дней оно не сохранилось, но оказало значительное влияние на последующих латинских авторов, писавших о сельском хозяйстве.
Около 160 года до н. э. Марк Порций Катон написал свой известный трактат «De Agri Cultura». На сходные темы писали Гостилии Сазерны (отец и сын), а также Гней Тремеллий Скрофа, сочинения которых, однако, утрачены.
Широко известно «Сельское хозяйство» Mарка Теренция Варрона, состоящее из трёх книг, каждая из которых описывает определённую отрасль сельского хозяйства. Именно это произведение взял за образец Вергилий при написании «Георгик», поэмы из сельского быта.
Из писателей императорского периода можно отметить Гая Юлия Гигина, Авла Корнелия Цельса, Юлия Аттика и Юлия Грецина.
Около 42 года был написан трактат «О сельском хозяйстве» Луция Юния Модерата Колумеллы.
В III веке писал Гаргилий Марциал. В IV столетии появился «Opus agriculturae» в 14 книгах Палладия, автор которого многое заимствовал у своих предшественников, Марциала и Колумеллы.
В XVIII веке собрания произведений римских авторов, «Scriptores rei rusticae latini», были составлены немецкими учёными И. М. Геснером (в 1735 и 1773 годах) и Готлибом Шнейдером (в 1794—1797 гг.).